# Bululawang (Bululawang)
Bululawang is een bestuurslaag in het regentschap Malang van de provincie Oost-Java, Indonesië. Bululawang telt 7548 inwoners (volkstelling 2010).